# 永漢 (劉敬躬)
永漢（542年正月—三月）是南朝梁時期安城地區（現今江西省安福縣）領袖劉敬躬的年號，歷時兩個月。

## 紀年對照表
| 永漢 | 元年  |
| ---- | ----- |
| 西元 | 542年 |
| 干支 | 壬戌  |

## 同期存在的其他政權年號
- 中國
  - 大同（535年－546年）：南朝梁—梁武帝蕭衍之年號
  - 興和（539年－542年）：東魏—東魏孝靜帝元善見之年號
  - 大統（535年－551年）：西魏——西魏文帝元寶炬之年號
  - 章和（531年－548]）：高昌—麴堅之年號
- 朝鮮半島
  - 建元（536年－551年）：新羅—新羅真興王之年號

## 深入閱讀
- 李崇智. . 北京: 中華書局. 2004年12月. ISBN 7101025129.